# Meleoma rubricosa
Meleoma rubricosa is een insect uit de familie van de gaasvliegen (Chrysopidae), die tot de orde netvleugeligen (Neuroptera) behoort. 
Meleoma rubricosa is voor het eerst wetenschappelijk beschreven door Navás in 1914.